# Stanisław Żukowski (1873–1944)
Stanisław Żukowski (ur. 1873 w Jędrychowcach koło Wołkowyska, zm. 1944 w Pruszkowie) – polski malarz, pejzażysta, portrecista. 

## Życiorys

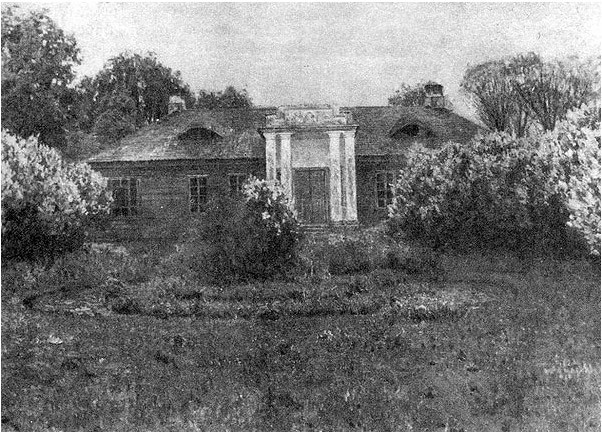
Dom rodzinny S.Ż. - dwór Żukowskich w Starowoli k. Prużany, rodzinnej miejscowości Szymona Starowolskiego

Pochodził z rodziny szlacheckiej, pozbawionej majątku za udział w powstaniu styczniowym 1863. W roku 1892 wbrew woli ojca rozpoczął w Moskwie naukę malarstwa u Isaaka Lewitana. Ukończył moskiewską Szkołę Malarstwa, Rzeźby i Budownictwa. Od roku 1895 uczestniczył w wystawach grupy Pieredwiżników. W roku 1899 jego obraz Noc księżycowa został zakupiony do zbiorów Galerii Trietiakowskiej. Uczestniczył też w wystawach grupy „Świat Sztuki”. 
W roku 1923 Żukowski wyjechał do Polski. Założył w Warszawie prywatną szkołę malarstwa. Po upadku powstania warszawskiego został wywieziony do obozu w Pruszkowie, gdzie zmarł.

## Galeria

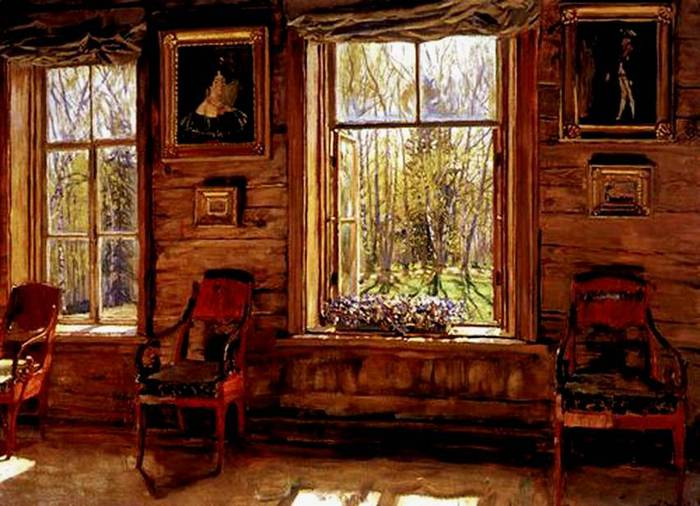
W starym domu
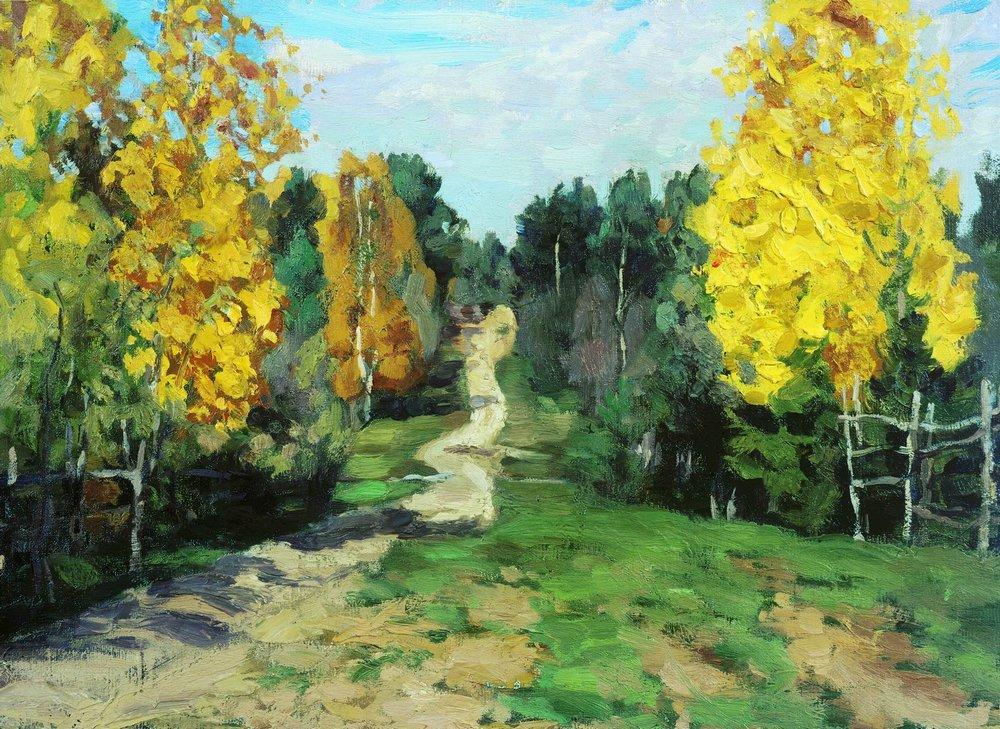
Jesień. Droga
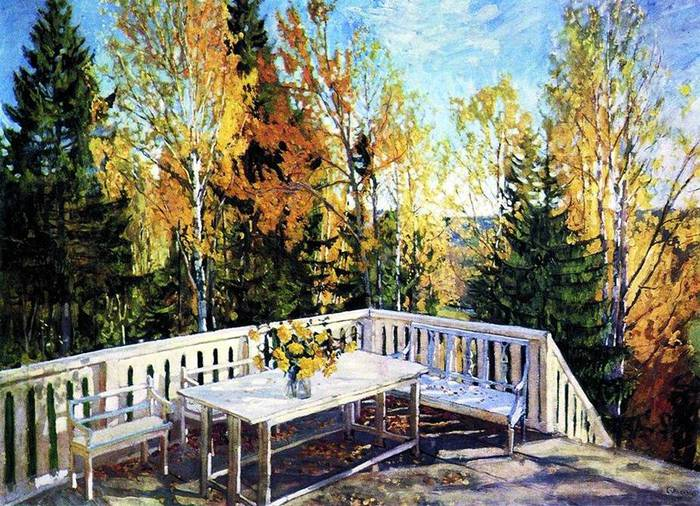
Jesień. Weranda
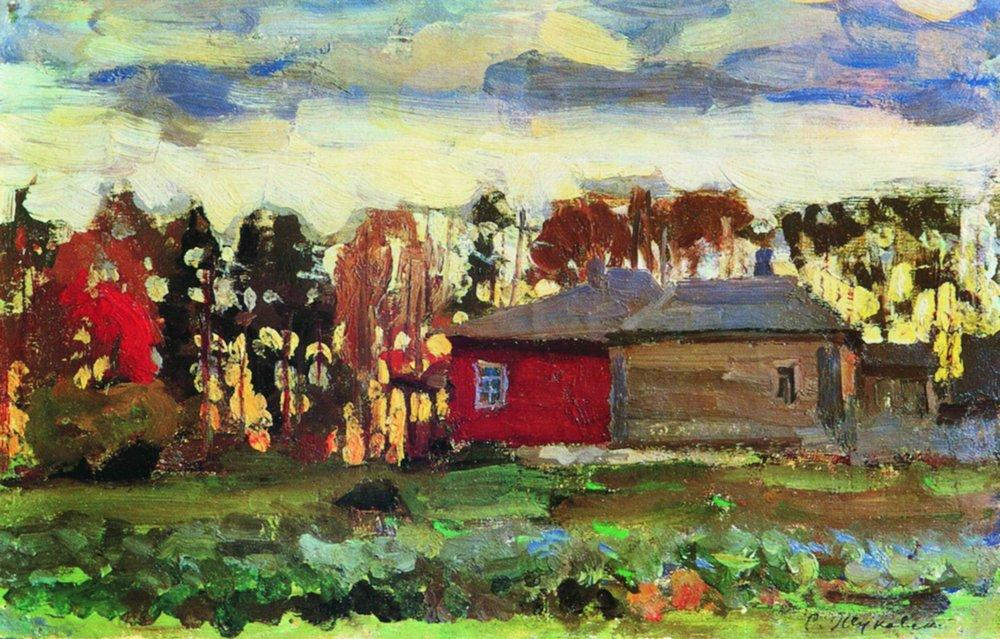
Jesienny wieczór, 1905
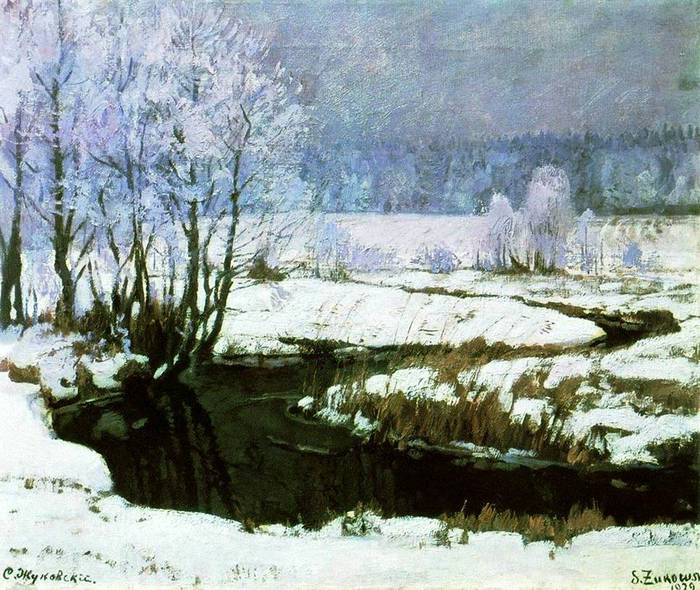
Początek zimy
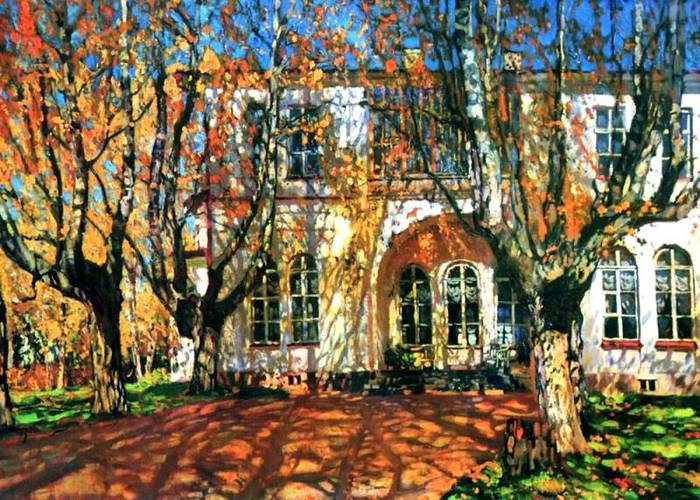
W starej alei
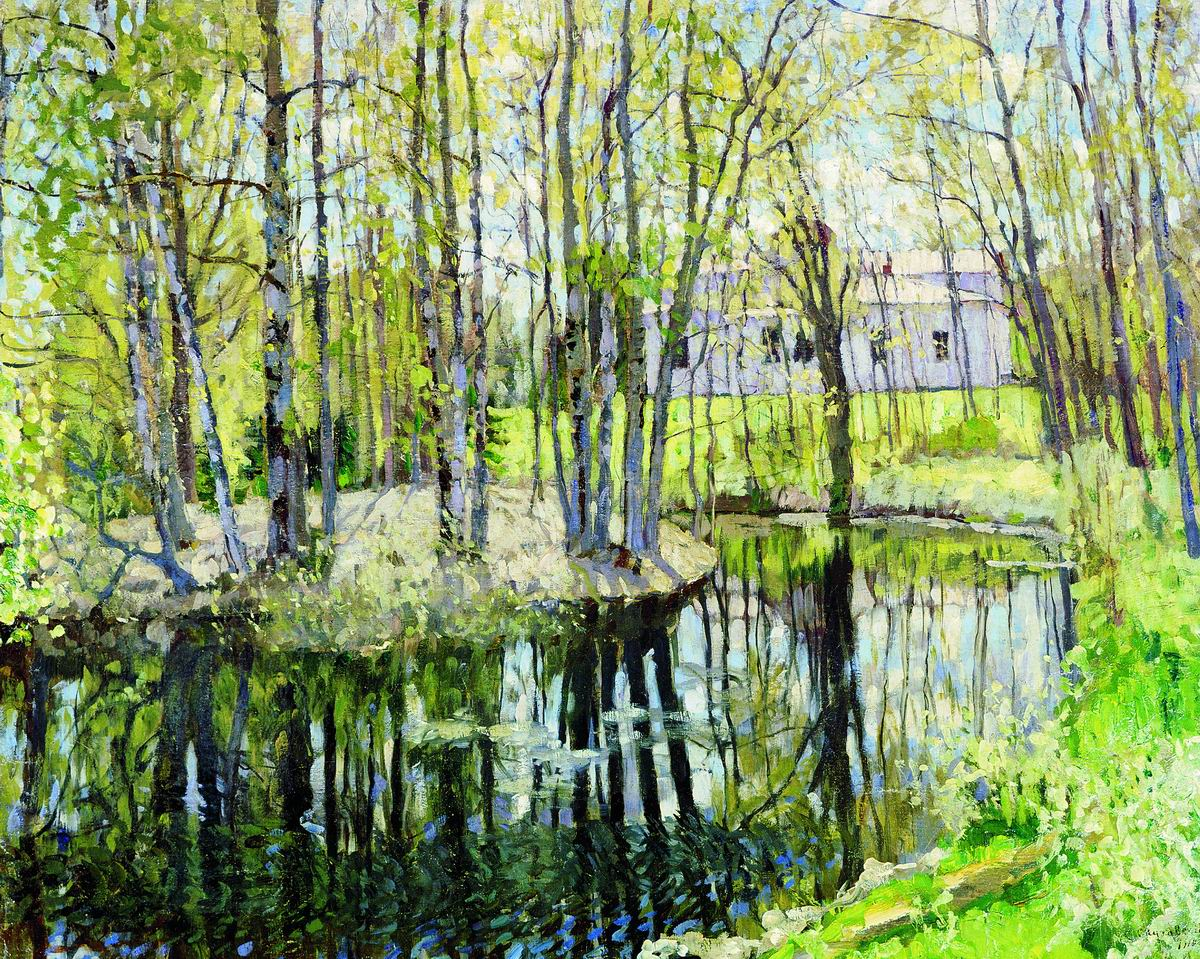
Stary dwór, 1910
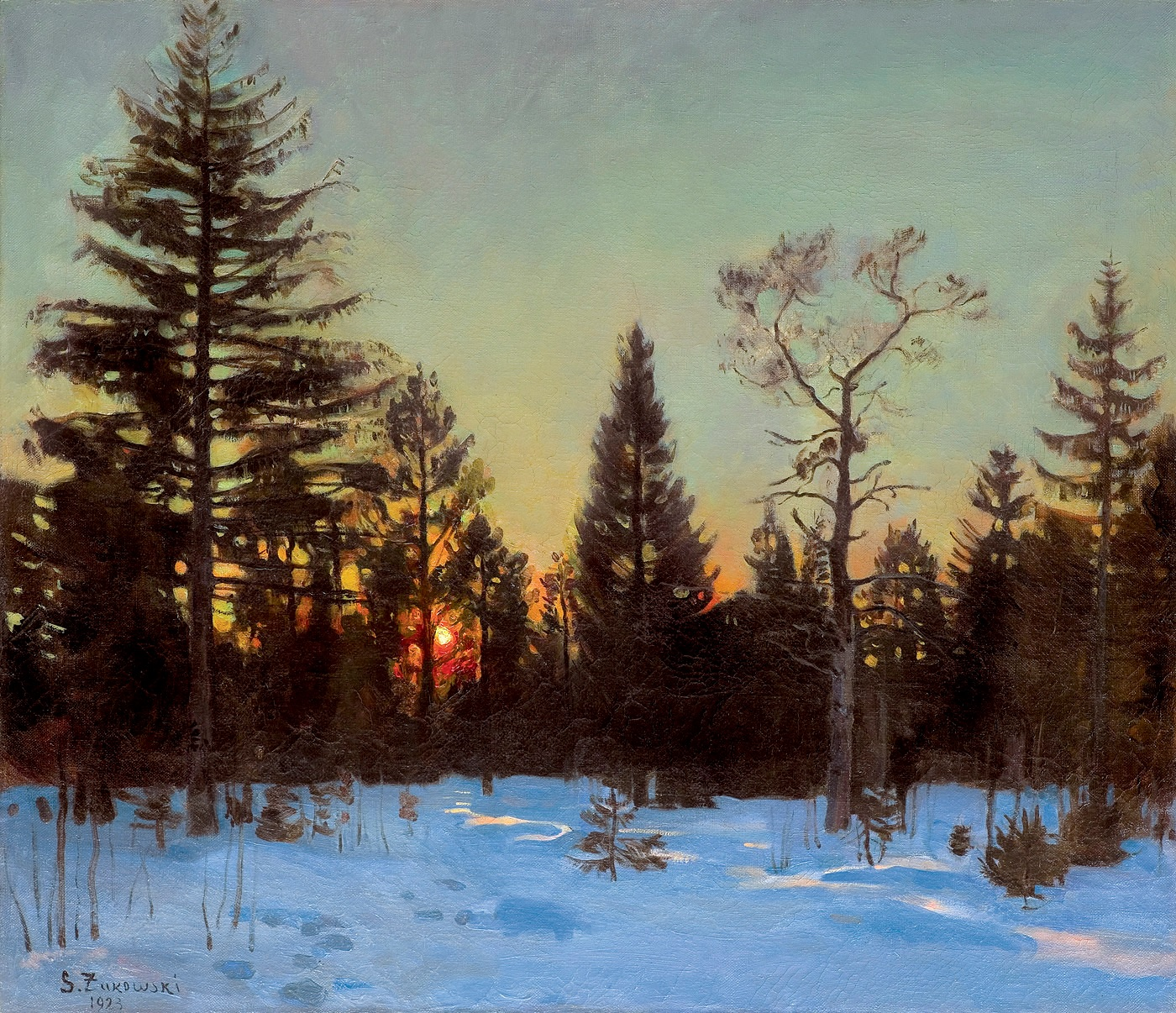
Puszcza - Zachód słońca zimą.jpg, 1923
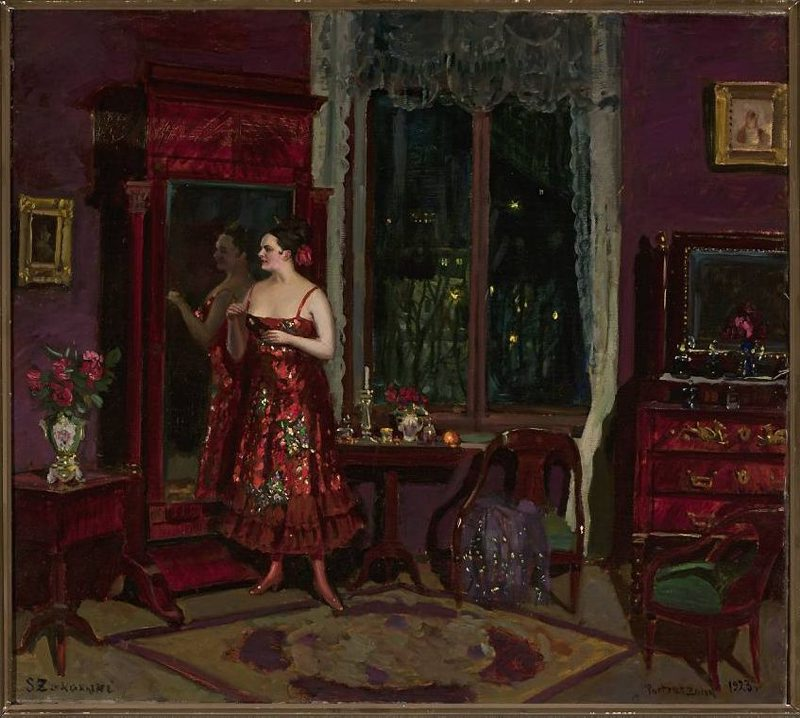
Przed maskaradą, 1923
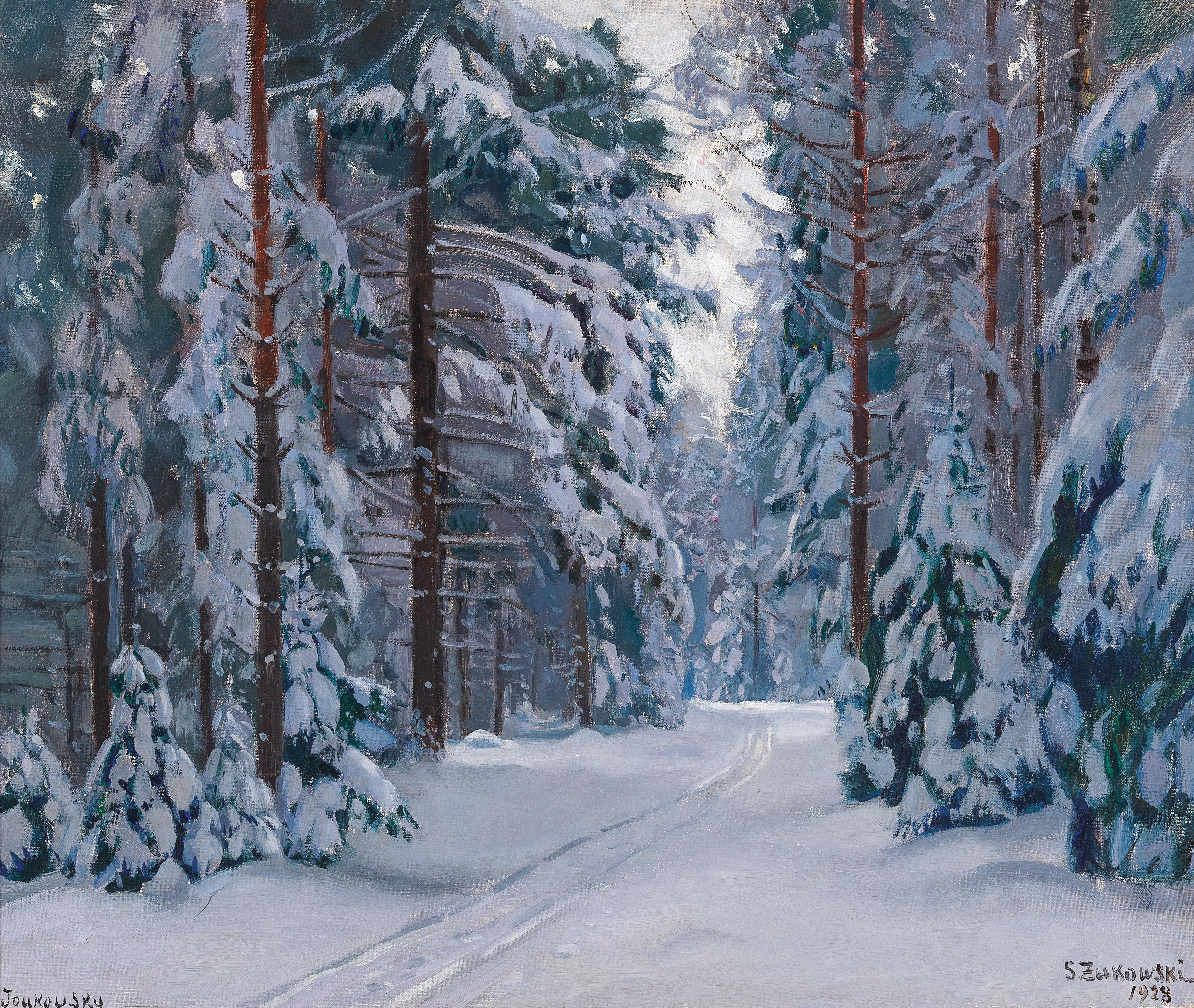
Ścieżka w zaśnieżonym lesie, 1928